# Кенетаев, Мельс Оралбекович
Мельс (Михаи́л) Оралбе́кович Кенета́ев (6 сентября 1945, Акмолинск — 22 мая 2021) — советский футболист и тренер. С 19 лет начал играть за целиноградскую команду «Целинник», где провёл семь сезонов. В 1968 году вместе с командой выиграл первый Кубок Казахской ССР среди мастеров. После игровой карьеры работал в системе целиноградского футбола. В 1994 году возглавил акмолинский «Есиль» из Первой лиги. Команда под его руководством заняла четвертое место. В 1996 году становится тренером-консультантом в иранском клубе «Бахман» из высшего дивизиона страны, а через год его возглавляет. Далее работал тренером в клубах «Окжетпес» и «Астана».
Сыновья Сакен и Сергей — также в прошлом профессиональные футболисты.